# Malpaís (Candelaria)
Malpaís es una entidad de población perteneciente al municipio de Candelaria, en la isla de Tenerife —Canarias, España—.

## Características
Está situado en el interior del valle de Güímar, localizándose en la parte alta del municipio a una altitud media de 780 m s. n. m. y a unos cinco kilómetros del centro municipal. Parte de su superficie se extiende por una amplia zona natural de la cual gran parte se encuentra incluida en los espacios naturales protegidos del Parque Natural de la Corona Forestal, del Paisaje Protegido de las Siete Lomas y del Monte de Utilidad Pública Chivisaya.
Malpaís cuenta con una iglesia dedicada a San Antonio, una plaza pública, un tanatorio, un colegio público y una cancha deportiva. Aquí se encuentran también el centro rural de Candelaria La Caseta y el mirador de Chivisaya, que ofrece una panorámica del volcán Media Montaña y del valle de Güímar.

## Demografía
| Año        | 2000 | 2001 | 2002 | 2003 | 2004 | 2005 | 2006 | 2007 | 2008 | 2009 | 2010 | 2011 | 2012 | 2013 |
| ---------- | ---- | ---- | ---- | ---- | ---- | ---- | ---- | ---- | ---- | ---- | ---- | ---- | ---- | ---- |
| Habitantes | 295  | 297  | 266  | 265  | 279  | 297  | 304  | 312  | 328  | 338  | 377  | 394  | 416  | 421  |

## Fiestas
En Malpaís se celebran fiestas en honor a San Antonio de Padua en el mes de junio, llevándose a cabo actos religiosos y populares.

## Comunicaciones
Se llega al barrio principalmente a través de la Vía Cabildo (sección 4) TF-247.

### Transporte público
En autobús —guagua— queda conectado mediante la siguiente línea de TITSA: 
| Línea | Trayecto                                             | Recorrido                                                          |
| ----- | ---------------------------------------------------- | ------------------------------------------------------------------ |
| 121   | Santa Cruz - Güímar (por Arafo)                      | Horario/Línea                                                      |
| 123   | Santa Cruz - Araya (por Las Caletillas y Candelaria) | Horario/Línea Archivado el 29 de julio de 2016 en Wayback Machine. |
| 127   | Taco - Güímar (por Barranco Hondo y Candelaria)      | Horario/Línea                                                      |

### Caminos
Malpaís cuenta con uno de los caminos homologados de la Red de Senderos de Tenerife:
- SL-TF 294.1 El Moralito.[4]

## Lugares de interés
- Mirador de Chivisaya